# Stefaan Sintobin
Stefaan Sintobin, né le 13 janvier 1960 à Izegem est un homme politique belge flamand, membre du Vlaams Belang.
Il est diplômé de l'enseignement moyen supérieur.

## Fonctions politiques
- conseiller communal et membre du conseil de police à Izegem (2007-)
- député au Parlement flamand:
  - depuis le 6 juillet 2004